# Raimundo Arrais do Rosário
Raimundo Arrais do Rosário (em chinês: 羅立文; nascido em Macau, Agosto de 1956) é um engenheiro civil, funcionário público e político luso-descendente macaense, tendo desempenhado diversos cargos públicos e políticos de relevo em Macau, actualmente uma cidade sob administração especial chinesa. Por exemplo, foi director dos Serviços de Solos, Obras Públicas e Transportes de Macau (1987-1990), membro da Comissão de Redacção da Lei Básica da Região Administrativa Especial de Macau, membro da Comissão Preparatória da Região Administrativa Especial de Macau, membro da delegação portuguesa do Grupo de Terras Luso-Chinês, deputado à Assembleia Legislativa de Macau (1992-1999) e chefe da Delegação Económica e Comercial de Macau, em Lisboa, em Bruxelas e junto da Organização Mundial do Comércio (1999-2014). Actualmente, é Secretário para os Transportes e Obras Públicas de Macau (2014- ).

## Biografia
Raimundo Arrais do Rosário nasceu na então colónia portuguesa de Macau, em Agosto de 1956, no seio de uma família macaense com ascendência portuguesa. Prosseguiu os seus estudos universitários em Portugal: primeiro, licenciou-se em engenharia civil pela Universidade do Porto e, depois, concluiu a pós-graduação em mecânica de solos pela Universidade Nova de Lisboa.
Em 1979, começou a trabalhar na Administração Pública em Macau. Entre 1987 e 1990, foi director dos Serviços de Solos, Obras Públicas e Transportes. Exerceu engenharia civil em regime de profissão liberal entre 1990 e 1999. Entre 1991 e 1999, foi deputado à Assembleia Legislativa de Macau, nomeado pelo Governador de Macau. Foi também membro da Comissão de Redacção da Lei Básica da Região Administrativa Especial de Macau, membro da Comissão Preparatória da Região Administrativa Especial de Macau e membro da delegação portuguesa do Grupo de Terras Luso-Chinês, três cargos com importância na preparação da transferência do exercício de soberania de Macau para a China (20 de Dezembro de 1999). 
Raimundo do Rosário também desempenhou outras funções e cargos públicos e sociais de relevo: foi presidente da Comissão de Terras, presidente do Conselho Superior de Viação, membro do Conselho do Desporto, adjunto do Conselho de Administração da Sociedade do Aeroporto Internacional de Macau (CAM), membro do Conselho Consultivo do Fundo de Terras, membro do Conselho de Cultura, membro do Conselho Fiscal do Banco Comercial de Macau (BCM) e presidente da Assembleia Geral do Laboratório de Engenharia Civil de Macau (LECM).
Após a transferência do exercício de soberania de Macau para a China, em 20 de Dezembro de 1999, e até Dezembro de 2014, Raimundo do Rosário exerceu cumulativamente as funções de Chefe da Delegação Económica e Comercial de Macau, em Lisboa (Portugal), de Chefe da Delegação Económica e Comercial de Macau, junto da União Europeia, em Bruxelas e Chefe da Delegação Económica e Comercial de Macau, junto da Organização Mundial do Comércio.
Desde Dezembro de 2014, de regresso a Macau, Raimundo Arrais do Rosário é o Secretário para os Transportes e Obras Públicas, sendo titular de um dos principais cargos do Governo da Região Administrativa Especial de Macau.